# Centro Universitário Belas Artes de São Paulo
O Centro Universitário Belas Artes de São Paulo é uma instituição centenária brasileira de ensino superior que oferece cursos de graduação, pós-graduação, cursos livres e de educação a distância nas áreas de Arquitetura e Urbanismo, Artes Cênicas, Artes Visuais, Comunicação Social, Design e Relações Internacionais.

## Histórico
A instituição foi fundada em 23 de setembro de 1925 com o nome de Academia de Belas Artes de São Paulo por Pedro Augusto Gomes Cardim.

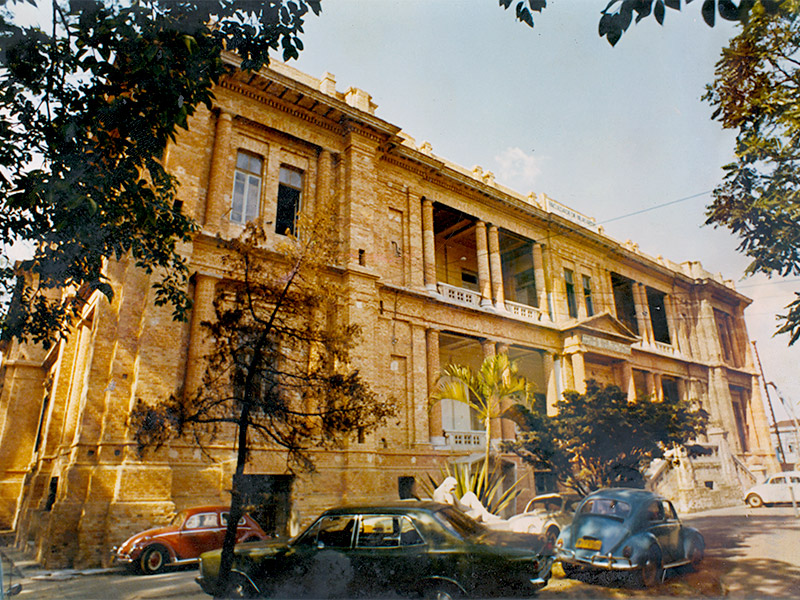
A Academia de Belas Artes de São Paulo assumiu o acervo da Pinacoteca na década de 1930. As duas instituições dividiram o prédio na Praça da Luz de 1942 até a década de 1980

Pedro Augusto era filho do artista português João Pedro Gomes Cardim e participou ativamente da vida artístico-cultural de São Paulo antes de fundar a Academia de Belas Artes. Envolveu-se ativamente na criação do Theatro Municipal de São Paulo, da Academia Paulista de Letras e do Conservatório Dramático e Musical de São Paulo. Fundar uma instituição para o ensino das artes era um movimento natural e, assim, surgiu um espaço de diálogo, troca de conhecimentos e desenvolvimento da criatividade e expressão pessoal.
Na década de 1930, poucos anos depois de sua fundação, a Escola criou um forte laço com a Pinacoteca do Estado de São Paulo, ficando responsável por seu acervo durante sete anos. As duas instituições, inclusive, dividiram o mesmo prédio durante anos, até que a então Faculdade de Belas Artes mudou-se na década de 80 para a Vila Mariana onde permanece até hoje.
Ao longo dos anos, importantes figuras conviveram com a instituição Belas Artes. Amigos de Pedro Augusto Gomes Cardim, Mário de Andrade e Menotti Del Picchia, estiveram presentes na fundação. Do primeiro Salão Paulista, em 1934, participaram Anitta Malfati, Tarsila do Amaral e Alfredo Volpi, por exemplo.
Responsável pelo projeto da Basílica Nacional de Nossa Senhora Aparecida, Benedito Calixto Neto foi formado pela Academia de Belas Artes no curso de arquitetura, o primeiro da cidade.

## Cursos

### Graduação
- Artes Cênicas[8]
- Arquitetura e Urbanismo[9][10]
- Artes Visuais[8]
- Artes (Licenciatura)[8]
- Cinema e Audiovisual
- Comunicação Institucional
- Desenho de Animação[8]
- Design de Games
- Design de Interiores
- Design de Moda
- Design de Produto
- Design Gráfico[7]
- Eventos
- Fotografia
- Gastronomia
- Gestão da Qualidade
- Gestão de Recursos Humanos
- Jornalismo
- Marketing
- Mídias Sociais Digitais
- Música, Tecnologia e Inovação[9]
- Processos Gerenciais
- Publicidade e Propaganda
- Rádio e TV
- Relações Internacionais[7]
- Relações Públicas
- Produção Multimídia
- Comunicação Digital

### Pós-graduação
- Arquitetura, Cidade e Sustentabilidade
- Artes do Fogo: Cerâmica Avançada
- Cenografia e Figurinos[7]
- Cinema, Vídeo e Fotografia: Análise e Produção em Multimeios
- Comunicação e Cultura de Moda[7]
- Comunicação, Redes Sociais e Opinião Pública
- Comunicação Organizacional e Negócios
- Consultoria de Imagem e Estilo
- Design Digital e Novas Mídias
- Direção de Arte em Comunicação
- Gestão do Design
- História da Arte: Teoria e Crítica[7]
- Inteligência de mercado
- Lighting Design – Iluminação, Tecnologia e Design
- Museologia, Colecionismo e Curadoria
- Paisagismo: espaços públicos e privados
- Pintura Contemporânea: Reflexão e Prática

### Cursos livres
Os cursos livres da Belas Artes estão agrupados em duas grandes áreas: "Arquitetura, Arte e Design" e "Comunicação e Cultura". Dentro de cada uma delas, estão cursos que permitem ao aluno aprimorar seu conhecimento, conhecer novos segmentos e áreas e também conviver com outros profissionais e angariar novos conhecimentos.

## Biblioteca
O CGI – Centro Gestor da Informação é um órgão vinculado à Reitoria, e gerencia o sistema de bibliotecas do Centro Universitário Belas Artes de São Paulo.
Com uma centralização administrativa técnica, coordena todas as atividades relacionadas aos seus processos e desta forma, prioriza seus recursos humanos, informacionais, infraestrutura e, seus serviços para a excelência no atendimento dos usuários. A Biblioteca Belas Artes obteve em 2012, pelo oitavo ano seguido, a certificação ISO 9001. A certificação reconhece, entre outros quesitos, a excelência no atendimento prestado aos usuários do sistema, e foi conferida por técnicos da Associação Brasileira de Normas Técnicas (ABNT) que visitaram a instituição em novembro do ano passado.

## Atlética
A Associação Atlética Acadêmica Belas Artes é uma entidade sem fins lucrativos sediada na Rua Major Maragliano, 397, na Vila Mariana. Criada e dirigida por alunos, atua desde 1993 e é até hoje a principal representante esportiva do Centro Universitário Belas Artes de São Paulo. O mascote da Belas Artes é uma "abelha".

## Centro Acadêmico
O Centro Acadêmico Joan Villà (CAJ) é uma organização sem fins lucrativos sediada na Rua Major Maragliano 481, Vila Mariana. Tem como foco a organização e o incentivo a atividades culturais extra-curriculares para alunos da faculdade, relacionadas principalmente ao curso de Arquitetura e Urbanismo.